# Халладейл/Спекюлент – Отвей
Халладейл/Спекюлент – Отвей (Halladale/Speculant – Otway) – газопровід на південному сході Австралії, споруджений в межах розробки  офшорних родовищ басейну Отвей. 
В 2016 році почалась розробка родовищ Халладейл та Спекюлент, які хоч і знаходяться під водами Бассової протоки, проте не більше ніж за 5,5 км від узбережжя, тому свердловини бурили з наземного майданчику. Від останнього до берегового газопереробного заводу Отвей спорудили газопровід довжиною 33 кілометра та діаметром 200 мм. У тій же траншеї проклали трубопровід діаметром 50 мм для моноетиленгліколю (використовується для попередження гідратоутворення).  
В 2020-му до трубопроводу також підключили газове родовище Блек-Вотч.